# Alexander Djiku
Alexander Kwabena Baidoo Djiku (* 9. August 1994 in Montpellier, Frankreich) ist ein ghanaisch-französischer Fußballspieler, der seit Juli 2023 beim türkischen Süper-Ligisten Fenerbahçe Istanbul unter Vertrag steht.

## Karriere
Alexander Djiku wurde im südfranzösischen Montpellier als Sohn eines ghanaischen Vaters und einer senegalesischen Mutter geboren. Er entstammt der Nachwuchsabteilung des SC Bastia, wo er zur Saison 2012/13 er in die Reservemannschaft befördert wurde. Sein Debüt für die erste Mannschaft bestritt er am 18. Dezember 2013 bei der 1:2-Auswärtsniederlage gegen den FC Évian Thonon Gaillard, als er in der 83. Spielminute für Féthi Harek eingewechselt wurde. In den folgenden Jahren kam er nur sporadisch zum Einsatz, jedoch gelang ihm in der Spielzeit 2015/16 der Durchbruch als Stammspieler in der rechten Außenverteidigung. In dieser Saison absolvierte er 20 Ligaspiele. Aufgrund eines Armbruches musste er im Herbst 2016 über zwei Monate pausieren, etablierte sich anschließend aber wieder in der Startelf. Am 21. Dezember 2016 (19. Spieltag) erzielte er bei der 1:2-Heimniederlage gegen Olympique Marseille sein erstes Ligator. Er wechselte in dieser Saison 2016/17 auf die Position des Innenverteidigers und absolvierte 23 Ligaeinsätze, in denen ihm ein Torerfolg gelang.
Nachdem Bastia in die zweithöchste französische Spielklasse abgestiegen war, schloss sich Alexander Djiku am 11. Juli 2017 SM Caen an. Der Erstligist bezahlte für seine Dienste zwei Millionen Euro und stattete ihn mit einem Vierjahresvertrag aus. Sein Debüt absolvierte er am 5. August 2017 (1. Spieltag) bei der 0:1-Auswärtsniederlage gegen den HSC Montpellier. In seiner ersten Saison 2017/18 galt er als Stammspieler und kam in 28 Ligaspielen zum Einsatz. Auch in der folgenden Spielzeit 2018/19 behielt er seinen Status als Stammspieler bei. Am 20. April 2019 (33. Spieltag) erzielte er beim 1:0-Auswärtssieg gegen den OGC Nizza den entscheidenden Siegtreffer für die Vikings. Insgesamt kam er in 31 Ligaspielen zum Einsatz, in denen er diesen Torerfolg verbuchen konnte.
Am 5. Juli 2019 wechselte Alexander Djiku für eine Ablösesumme in Höhe von 4,5 Millionen Euro zu Racing Straßburg, wo er einen Vierjahresvertrag unterzeichnete. Er debütierte am 25. Juli 2019 beim 3:1-Heimsieg gegen Maccabi Haifa in der Qualifikation zur UEFA Europa League für seinen neuen Arbeitgeber. Auch bei den Coureurs etablierte er sich rasch als Stammspieler. Am 9. Februar 2020 (24. Spieltag) erzielte er beim 3:0-Heimsieg gegen Stade Reims sein erstes Ligator. In dieser Saison 2019/20 bestritt er 25 Ligaspiele, in denen er ein Tor erzielte.
Nach Vertragsende bei den Straßburgern wechselte Djiku im Juli 2023 zur Saison 2023/24 zum türkischen Vizemeister und Pokalsieger Fenerbahçe Istanbul der vergangenen Saison. Er erhielt einen Vertrag über drei Jahre.

## Auszeichnungen
- Ghana Football Awards
  - Fußballer des Jahres im Ausland (englisch Foreign-based Footballer of the Year): 2022
  - Fußballer des Jahres (englisch Footballer of the Year): 2022[19]